# Eclipse lunar de marzo de 2024
| Eclipse penumbral de luna 25 de marzo de 2024                              | Eclipse penumbral de luna 25 de marzo de 2024 |
| -------------------------------------------------------------------------- | --------------------------------------------- |
| Previo                                                                     | Eclipse \| Eclipse total \| Saros             |
| Posterior                                                                  | Eclipse \| Eclipse total \| Saros             |
| El eclipse en Richmond, Virginia a las 7:18 UT.                            |                                               |
| La Luna pasando de derecha a izquierda a través de la sombra de la Tierra. |                                               |
| Gamma                                                                      | 1.0609                                        |
| Magnitud                                                                   | 0.9557                                        |
| Saros                                                                      | 113 (64 de 71)                                |
| Duración (h:min:s)                                                         |                                               |
| Penumbra                                                                   | 4:39:09                                       |
| Contactos                                                                  |                                               |
| P1                                                                         | 04:53:11 UTC                                  |
| Máximo                                                                     | 07:12:45 UTC                                  |
| P4                                                                         | 09:32:18 UTC                                  |

El eclipse lunar penumbral de marzo de 2024 se produjo el lunes 25 de marzo. Fue visible a simple vista, ya que el 95,57 % de la Luna estuvo inmersa en la sombra penumbral de la Tierra. Esto lo convierte en el eclipse penumbral más profundo desde el 5 de mayo de 2023 y el más profundo para América del Norte y del Sur desde el 11 de febrero de 2017.

## Visibilidad
Fue completamente visible desde la mayor parte de América, se vio ascendiendo sobre Australia y el este de Asia, y poniéndose sobre las partes occidentales de África y Europa.

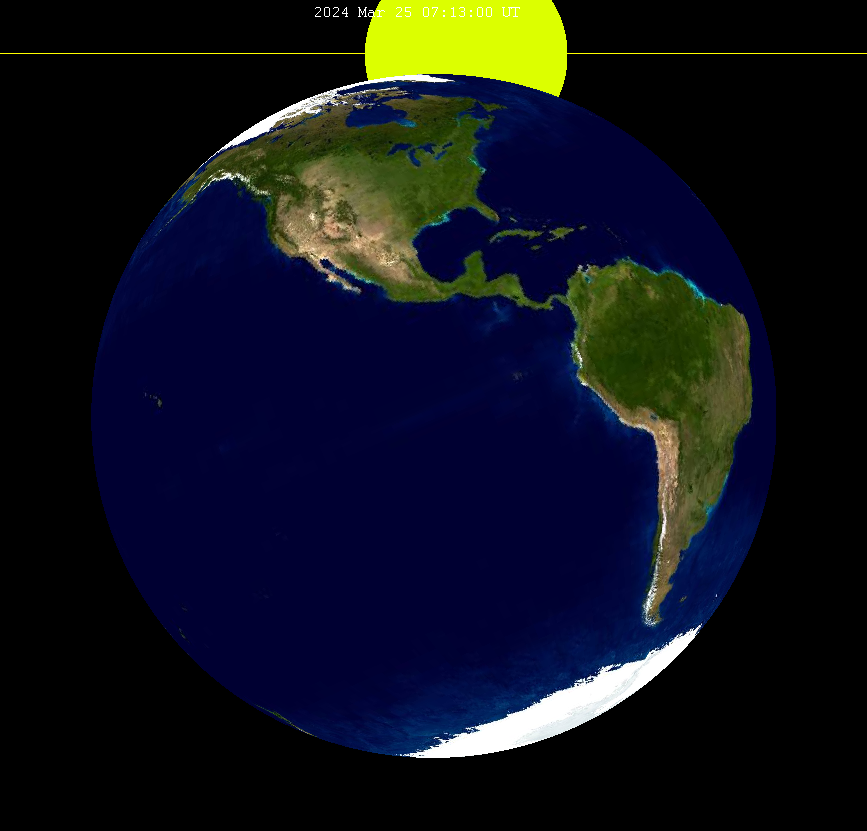
Perspectiva de la Luna al momento máximo del eclipse.

## Galería

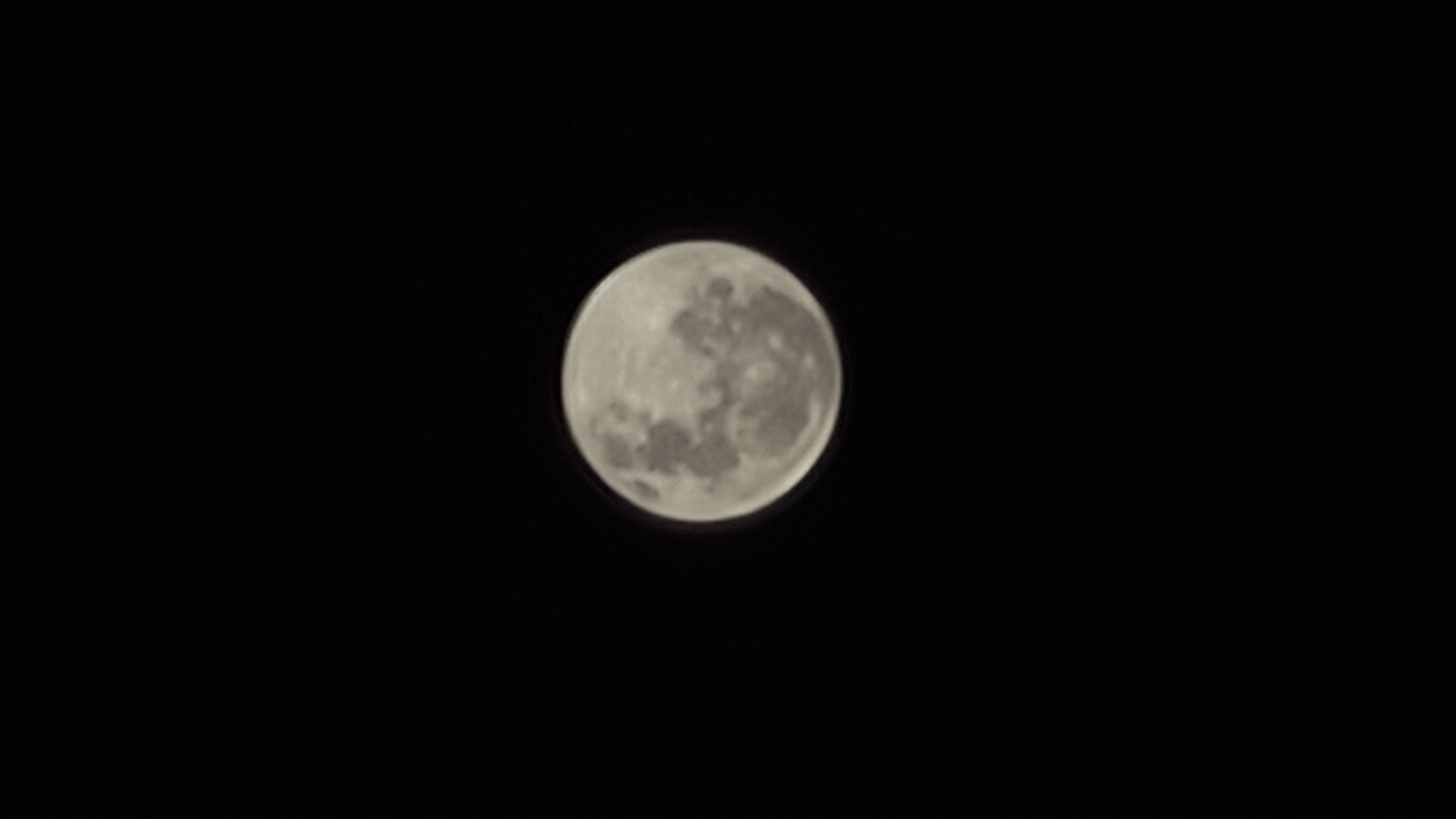
Toma fotográfica desde Jardín América, Argentina.
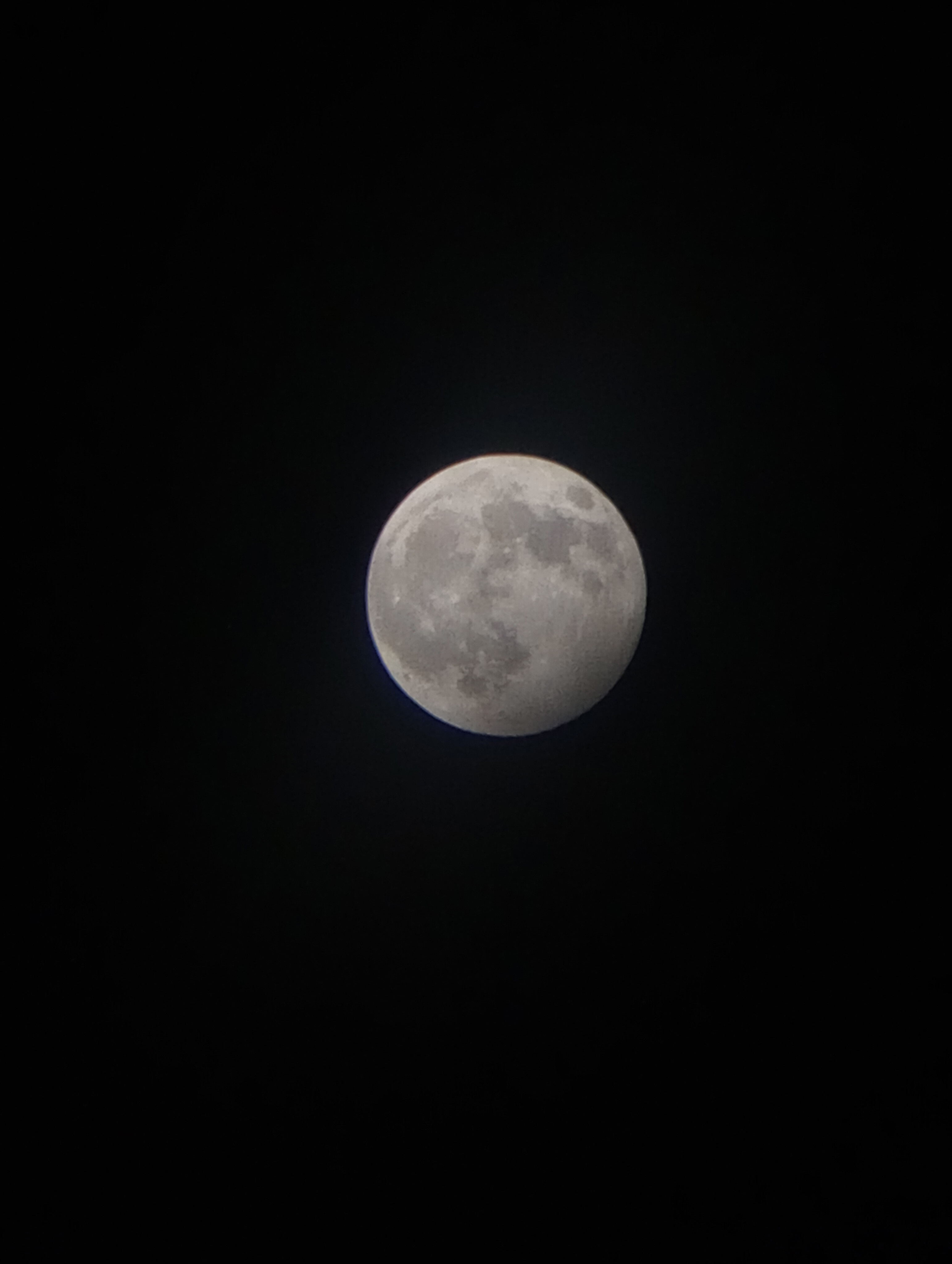
Mexicali, México, 7:06 UT
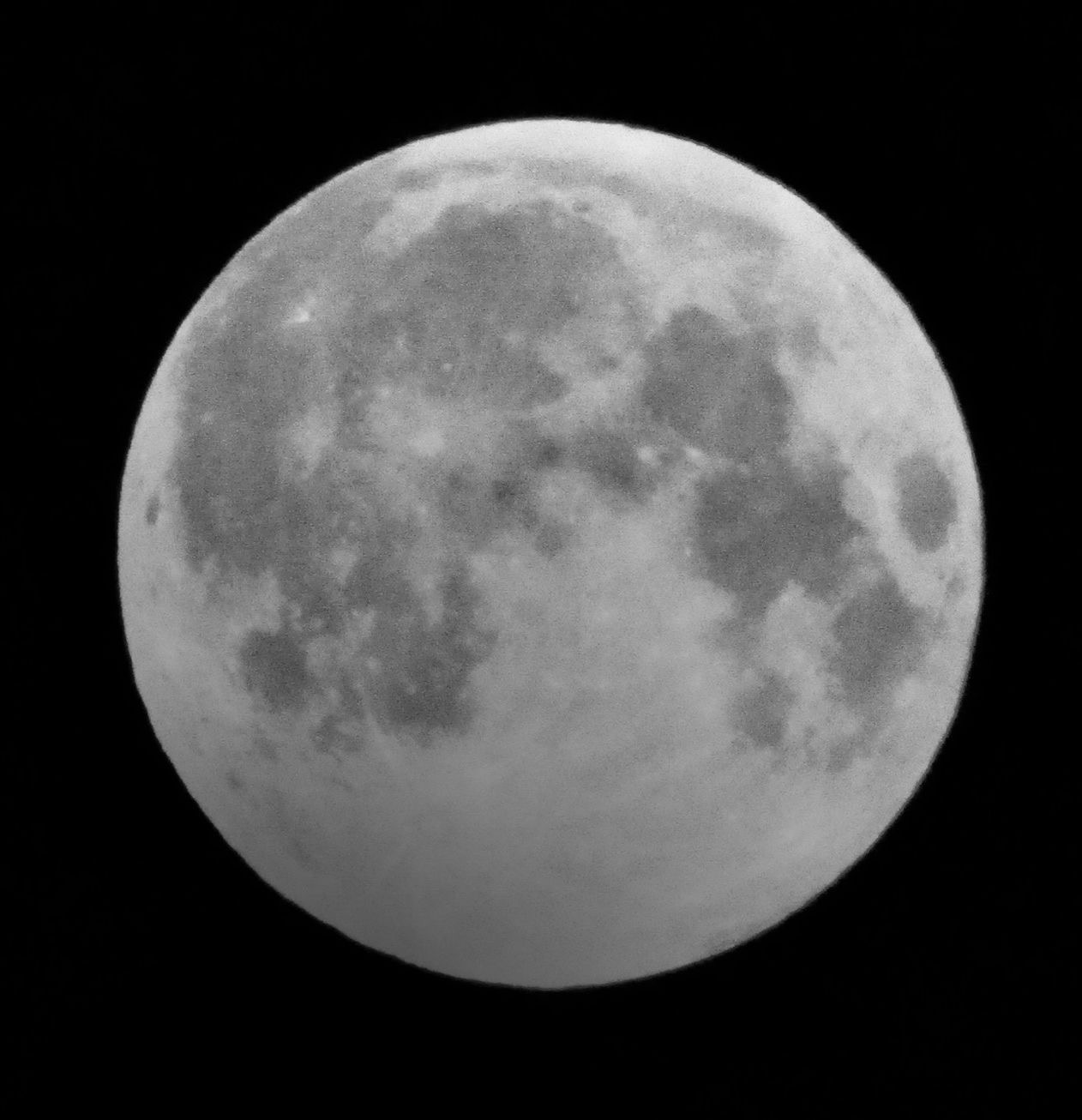
Los Ángeles, California, 7:13 UT
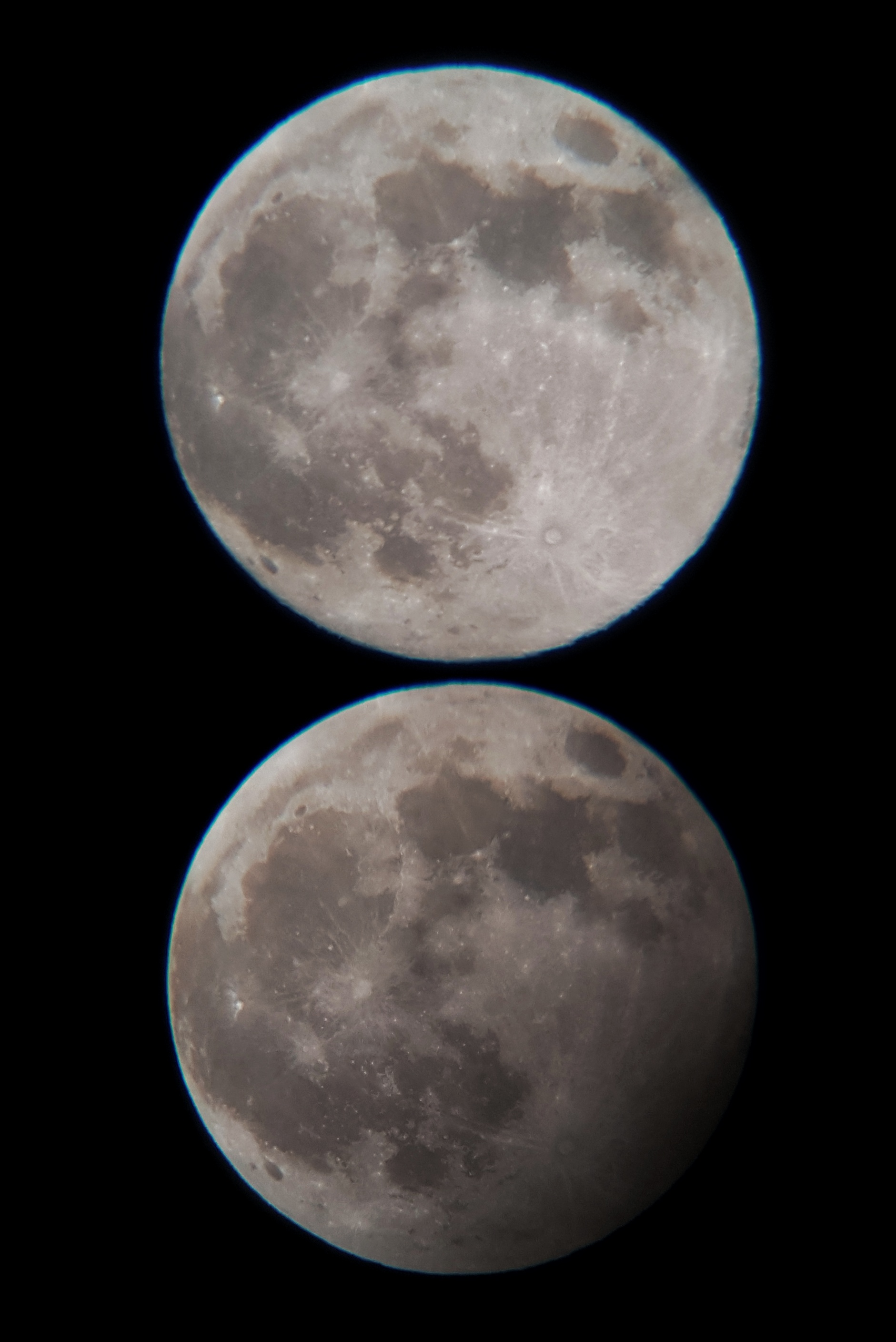
(Alto contraste) Diferencia de la luna 3 horas antes del eclipse (arriba) y durante el máximo (abajo).

## Eclipses relacionados

### Eclipses de 2024
- Un eclipse lunar penumbral el 25 de marzo
- Un eclipse solar total el 8 de abril
- Un eclipse lunar parcial el 18 de septiembre
- Un eclipse solar anular el 2 de octubre

### Serie del año lunar
| Conjuntos de series de eclipses lunares de 2024 a 2027 | Conjuntos de series de eclipses lunares de 2024 a 2027 | Conjuntos de series de eclipses lunares de 2024 a 2027 | Conjuntos de series de eclipses lunares de 2024 a 2027 | Conjuntos de series de eclipses lunares de 2024 a 2027 | Conjuntos de series de eclipses lunares de 2024 a 2027 | Conjuntos de series de eclipses lunares de 2024 a 2027 | Conjuntos de series de eclipses lunares de 2024 a 2027 | Conjuntos de series de eclipses lunares de 2024 a 2027 |
| ------------------------------------------------------ | ------------------------------------------------------ | ------------------------------------------------------ | ------------------------------------------------------ | ------------------------------------------------------ | ------------------------------------------------------ | ------------------------------------------------------ | ------------------------------------------------------ | ------------------------------------------------------ |
| Nodo descendente                                       | Nodo descendente                                       | Nodo descendente                                       | Nodo descendente                                       |                                                        | Nodo ascendente                                        | Nodo ascendente                                        | Nodo ascendente                                        | Nodo ascendente                                        |
| Saros                                                  | Fecha                                                  | Tipo                                                   | Gamma                                                  | Saros                                                  | Fecha                                                  | Tipo                                                   | Gamma                                                  |                                                        |
| 113                                                    | 25 de marzo de 2024                                    | Penumbral                                              | 1.06098                                                | 118                                                    | 18 de septiembre de 2024                               | Parcial                                                | −0.97920                                               |                                                        |
| 123                                                    | 14 de marzo de 2025                                    | Total                                                  | 0.34846                                                | 128                                                    | 7 de septiembre de 2025                                | Total                                                  | −0.27521                                               |                                                        |
| 133                                                    | 3 de marzo de 2026                                     | Total                                                  | −0.37651                                               | 138                                                    | 28 de agosto de 2026                                   | Parcial                                                | 0.49644                                                |                                                        |
| 143                                                    | 20 de febrero de 2027                                  | Penumbral                                              | −1.04803                                               | 148                                                    | 17 de agosto de 2027                                   | Penumbral                                              | 1.27974                                                |                                                        |
|                                                        |                                                        |                                                        |                                                        |                                                        |                                                        |                                                        |                                                        |                                                        |
| Último conjunto                                        | 5 de mayo de 2023                                      | 5 de mayo de 2023                                      | 5 de mayo de 2023                                      | Último conjunto                                        | 28 de octubre de 2023                                  | 28 de octubre de 2023                                  | 28 de octubre de 2023                                  |                                                        |
|                                                        |                                                        |                                                        |                                                        |                                                        |                                                        |                                                        |                                                        |                                                        |
| Siguiente conjunto                                     | 12 de enero de 2028                                    | 12 de enero de 2028                                    | 12 de enero de 2028                                    | Siguiente conjunto                                     | 18 de julio de 2027                                    | 18 de julio de 2027                                    | 18 de julio de 2027                                    |                                                        |

### Serie saros
Este eclipse es el miembro número 64 de la serie de eclipses lunares del saros 113, que constará de 71 eclipses en total. El eclipse previo ocurrió el 14 de marzo de 2006. El siguiente ocurrirá el 5 de abril de 2042.
Saros lunar 113 inició con un pequeño eclipse penumbral el 29 de abril de 888. La serie llegó a su mayor magnitud con un eclipse total central el 5 de junio de 1555. La serie concluirá con otro pequeño eclipse penumbral el 10 de junio de 2150.

### Ciclo medio saros
Un eclipse lunar será precedido y seguido por eclipses solares por 9 años y 5,5 días (medio saros). Este eclipse lunar está relacionado con dos eclipses solares totales de ciclo 120 de saros solar.
| 20 de marzo de 2015 | 30 de marzo de 2033 |
| ------------------- | ------------------- |
|                     |                     |

### Serie Tritos
- Precedido: Eclipse lunar del 25 de abril de 2013
- Seguido: Eclipse lunar del 22 de febrero de 2035

### Tzolkinex
- Precedido: Eclipse lunar del 11 de febrero de 2017
- Seguido: Eclipse lunar del 7 de mayo de 2031